# Аомори (префектура)
Вижте пояснителната страница за други значения на Аомори.
Ао̀мори (на японски: 青森県, по английската система на Хепбърн Aomori-ken, Ао̀мори-кен) е една от 47-те префектури на Япония. Аомори е най-северната японска префектура на основния остров Хоншу, само префектура/остров Хокайдо се намира северно от нея. Аомори е с население от 1 475 728 жители (28-а по население към 1 август 2014 г.) и има обща площ от 9606,26 km² (8-а по площ). Едноименният град Аомори е административният център на префектурата. В префектура Аомори са разположени 10 града. Основа на икономиката е селското стопанство, в частност отглеждането на ябълки.
Условно префектурата се дели на три основни урбанистични зони: политико-административният център Аомори, индустриалният район Хачинохе и културно-историческият район Хиросаки.